# KK Borac Čačak
Der KK Borac Čačak (serbisch Кошаркашки клуб Борац Чачак – КК Борац Цацак Košarkaški klub Borac Čačak – KK Borac Čačak; deutsch Basketballklub Borac Čačak), gewöhnlich als Borac Čačak oder in seiner Kurzform Borac („Kämpfer“ bzw. „Der Kämpfer“) bekannt, ist die Basketballabteilung von Borac Čačak, einem 1945 gegründeten serbischen Sportverein aus  der Stadt Čačak, einem der bedeutendsten Basketballzentren Serbiens.

## Geschichte
Der Verein wurde am 25. April 1945 in Čačak gegründet, jedoch war dort der Basketballsport bereits lange davor äußerst populär. Im Laufe der Zeit entwickelte sich die Stadt und der Verein zu den bedeutendsten Basketballzentren im ehemaligen Jugoslawien und heutigen Serbien, denn sie brachte zahlreiche jugoslawische und serbische Spieler- und Trainertalente hervor oder manche von ihnen verbrachten einige Zeit ihrer jungen Karriere bei Borac Čačak. So begannen mit Dragan Kićanović, Olympiasieger und Weltmeister, und Željko Obradović, als Spieler und Trainer Weltmeister, zwei Mitglieder beziehungsweise zukünftige Mitglieder der FIBA Hall of Fame ihre Karriere bei Borac Čačak. Obradović wurde zu einem der erfolgreichsten Trainer des europäischen Basketballs, neben dem Weltmeistertitel gewann er als Trainer zudem achtmal die Europaliga der FIBA Europa beziehungsweise der ULEB. Andere, wie Miloš Teodosić, Vizewelt- und Europameister sowie Europas Basketballer des Jahres 2010, spielten in jungen Jahren für den Verein. Aktuell spielt der Klub in der Košarkaška liga Srbije (KLS), der höchsten serbischen Basketball-Liga.

## Halle
Der Verein trägt seine Heimspiele in der 4.000 Plätze umfassenden Hala Borca kraj Morave aus, die auch als Hala kraj Morave  bzw. Dvorana kraj Morave bezeichnet wird. Die 1969 erbaute Spielstätte wurde 2009 umfangreich renoviert.

## Zuschauer
Im Schnitt besuchen 2.500 Zuschauer die Heimspiele des Vereins.

## Bekannte ehemalige Spieler
| - Radmilo Mišović 1958–78 - Dragan Kićanović 1971/72 - Željko Obradović 1980–83 - Radisav Ćurčić 1986/87 - Dejan Tomašević 1990/91 - Miroslav Radošević 1996/97 | - Uroš Tripković in der Jugend - / Branko Jorović bis 2003, 2009/10 - Marko Marinović 2000–04 - Oliver Stević 2001–05 - Aleksandar Rašić 2003 - Duško Savanović 2004/05 | - Miloš Teodosić 2005/06 - Dragan Labović 2005/06 - / Nemanja Protić 2005/06, 2013 - Zoran Erceg 2006 - Miroslav Raduljica 2006/07 - Mladen Pantić 2012 |